# 贾劳恩
贾劳恩（Jalaun），是印度北方邦贾劳恩县的一个城镇。总人口61139（2017年）。該城鎮盛產小麥及豌豆，並且擁有相對完善的鐵路及公路運輸，同時也是北方邦失業率較低的一個城市。

## 人口
该地2001年总人口50033人，其中男性26672人，女性23361人；0—6岁人口7693人，其中男4124人，女3569人；识字率63.80%，其中男性为71.91%，女性为54.54%。